# Nastro d'argento al millor director
El Nastro d'argento (Cinta de plata) és un premi cinematogràfic concedit anyalment, des de 1946, pel Sindicat Nacional de Periodistes Cinematogràfics Italians (Sindacato Nazionale dei Giornalisti Cinematografici Italiani) l'associació italiana de crítics de cinema.
Aquesta és la llista dels guanyadors del Nastro d'argento al millor director. Federico Fellini té el rècord amb set premis Nastro d'argento al millor director rebuts del 1954 al 1984 (també l'únic guardonat en dues edicions consecutives, el 1954 el 1955 per les pel·lícules I vitelloni i La strada), seguit per Luchino Visconti, Gianni Amelio i Giuseppe Tornatore, que en van rebre quatre cadascun.

## Guanyadors
Els guanyadors estan indicats en negreta, seguits dels altres candidats.

### Anys 1946-1949
- 1946: Vittorio De Sica - Sciuscià ex aequo Alessandro Blasetti - Un giorno nella vita
- 1947: Roberto Rossellini - Paisà
- 1948: Giuseppe De Santis - Caccia tragica ex aequo Alberto Lattuada - Il delitto di Giovanni Episcopo
- 1949: Vittorio De Sica - Ladri di biciclette

### Anys 1950-1959
- 1950: Augusto Genina - Cielo sulla palude
- 1951: Alessandro Blasetti - Prima comunione
- 1952: Renato Castellani - Due soldi di speranza
- 1953: Luigi Zampa - Processo alla città
- 1954: Federico Fellini - I vitelloni
- 1955: Federico Fellini - La strada
- 1956: Michelangelo Antonioni - Le amiche
- 1957: Pietro Germi - Il ferroviere
  - Vittorio De Sica - Il tetto
- 1958: Federico Fellini - Le notti di Cabiria
  - Luchino Visconti - Le notti bianche
  - Alberto Lattuada - Guendalina
- 1959: Pietro Germi - L'uomo di paglia
  - Mario Monicelli - I soliti ignoti
  - Francesco Rosi - La sfida

### Anys 1960-1969
- 1960: Roberto Rossellini - Il generale Della Rovere
  - Mario Monicelli - La grande guerra
  - Pietro Germi - Un maledetto imbroglio
- 1961: Luchino Visconti - Rocco e i suoi fratelli
  - Michelangelo Antonioni - L'avventura
  - Federico Fellini - La dolce vita
- 1962: Michelangelo Antonioni - La notte
  - Pietro Germi - Divorzio all'italiana
  - Ermanno Olmi - Il posto
- 1963: Nanni Loy - Le quattro giornate di Napoli ex aequo Francesco Rosi - Salvatore Giuliano
  - Michelangelo Antonioni - L'eclisse
- 1964: Federico Fellini - 8½
  - Francesco Rosi - Le mani sulla città
  - Luchino Visconti - Il gattopardo
- 1965: Pier Paolo Pasolini - Il Vangelo secondo Matteo
  - Michelangelo Antonioni - Il deserto rosso
  - Pietro Germi - Sedotta e abbandonata
- 1966: Antonio Pietrangeli - Io la conoscevo bene
  - Marco Bellocchio - I pugni in tasca
  - Federico Fellini - Giulietta degli spiriti
- 1967: Gillo Pontecorvo - La Battaglia di Algeri
  - Alessandro Blasetti - Io, io, io... e gli altri
  - Pier Paolo Pasolini - Uccellacci e uccellini
- 1968: Elio Petri - A ciascuno il suo
  - Paolo e Vittorio Taviani - I sovversivi
  - Pier Paolo Pasolini - Edipo re
- 1969: Franco Zeffirelli - Romeo e Giulietta
  - Carlo Lizzani - Banditi a Milano
  - Pier Paolo Pasolini - Teorema

### Anys 1970-1979
- 1970: Luchino Visconti - La caduta degli dei
  - Federico Fellini - Fellini Satyricon
  - Marco Ferreri - Dillinger è morto
- 1971: Elio Petri - Indagine su un cittadino al di sopra di ogni sospetto
  - Giuliano Montaldo - Gott mit uns (Dio è con noi)
  - Enrico Maria Salerno - Anonimo veneziano
- 1972: Luchino Visconti - Morte a Venezia
  - Elio Petri - La classe operaia va in paradiso
  - Damiano Damiani - Confessione di un commissario di polizia al procuratore della repubblica
- 1973: Bernardo Bertolucci - Ultimo tango a Parigi
- 1974: Federico Fellini - Amarcord
  - Florestano Vancini - Il delitto Matteotti
  - Luchino Visconti - Ludwig
- 1975: Luchino Visconti - Gruppo di famiglia in un interno
  - Ettore Scola - C'eravamo tanto amati
  - Liliana Cavani - Il portiere di notte
- 1976: Michelangelo Antonioni - Professione: reporter
  - Francesco Rosi - Cadaveri eccellenti
  - Mario Monicelli - Amici miei
- 1977: Valerio Zurlini - Il deserto dei Tartari
  - Pupi Avati - Tutti defunti... tranne i morti
  - Mario Monicelli - Un borghese piccolo piccolo
  - Marco Ferreri - L'ultima donna
- 1978: Paolo i Vittorio Taviani - Padre padrone
- 1979: Ermanno Olmi - L'albero degli zoccoli

### Anys 1980-1989
- 1980: Federico Fellini - La città delle donne
- 1981: Francesco Rosi - Tre fratelli
  - Ettore Scola - Passione d'amore
  - Carlo Lizzani - Fontamara
  - Pupi Avati - Aiutami a sognare
- 1982: Marco Ferreri - Storie di ordinaria follia
- 1983: Paolo i Vittorio Taviani - La notte di San Lorenzo
  - Ettore Scola - La Nuit de Varennes
  - Maurizio Ponzi - Io, Chiara e lo Scuro
- 1984: Pupi Avati - Una gita scolastica ex aequo Federico Fellini - E la nave va
  - Nanni Moretti - Bianca
- 1985: Sergio Leone - C'era una volta in America
- 1986: Mario Monicelli - Speriamo che sia femmina
  - Lina Wertmüller - Un complicato intrigo di donne, vicoli e delitti
  - Federico Fellini - Ginger e Fred
- 1987: Ettore Scola - La famiglia
  - Pupi Avati - Regalo di Natale
  - Francesco Rosi - Cronaca di una morte annunciata
- 1988: Bernardo Bertolucci - L'ultimo imperatore
  - Carlo Verdone - Io e mia sorella
  - Federico Fellini - Intervista
- 1989: Ermanno Olmi - La leggenda del santo bevitore
  - Giuseppe Tornatore - Nuovo Cinema Paradiso
  - Francesco Nuti - Caruso Pascoski di padre polacco
  - Roberto Benigni - Il piccolo diavolo
  - Liliana Cavani - Francesco
  - Citto Maselli - Codice privato

### Anys 1990-1999
- 1990: Pupi Avati - Storia di ragazzi e di ragazze
  - Marco Risi - Mery per sempre
  - Nanni Moretti - Palombella rossa
  - Ettore Scola - Che ora è?
  - Franco Brusati - Lo zio indegno
- 1991: Gianni Amelio - Porte aperte
  - Marco Risi - Ragazzi fuori
  - Bernardo Bertolucci - Il tè nel deserto
  - Paolo e Vittorio Taviani - Il sole anche di notte
  - Gabriele Salvatores - Turné
- 1992: Gabriele Salvatores - Mediterraneo
  - Marco Ferreri - La casa del sorriso
  - Silvano Agosti - Uova di garofano
  - Ricky Tognazzi - Ultrà
  - Maurizio Nichetti - Volere volare
- 1993: Gianni Amelio - Il ladro di bambini
  - Maurizio Zaccaro - La valle di pietra
  - Pupi Avati - Fratelli e sorelle
  - Mario Monicelli - Parenti serpenti
  - Carlo Mazzacurati - Un'altra vita
- 1994: Nanni Moretti - Caro diario
  - Silvio Soldini - Un'anima divisa in due
  - Francesca Archibugi - Il grande cocomero
  - Roberto Faenza - Jona che visse nella balena
  - Ricky Tognazzi - La scorta
- 1995: Gianni Amelio - Lamerica
  - Carlo Mazzacurati - Il toro
  - Giuseppe Tornatore - Una pura formalità
  - Francesca Archibugi - Con gli occhi chiusi
  - Alessandro D'Alatri - Senza pelle
- 1996: Giuseppe Tornatore - L'uomo delle stelle
  - Michele Placido - Un eroe borghese
  - Daniele Luchetti - La scuola
  - Mario Martone - L'amore molesto
  - Michelangelo Antonioni - Al di là delle nuvole
- 1997: Maurizio Nichetti - Luna e l'altra
  - Sergio Citti - I magi randagi
  - Bernardo Bertolucci - Io ballo da sola
  - Peter Del Monte - Compagna di viaggio
  - Carlo Lizzani - Celluloide
- 1998: Roberto Benigni - La vita è bella
  - Davide Ferrario - Tutti giù per terra
  - Francesco Rosi - La tregua
  - Paolo Virzì - Ovosodo
  - Silvio Soldini - Le acrobate
- 1999: Giuseppe Tornatore - La leggenda del pianista sull'oceano
  - Gianni Amelio - Così ridevano
  - Mario Martone - Teatro di guerra
  - Nanni Moretti - Aprile
  - Michele Placido - Del perduto amore

### Anys 2000-2009
- 2000: Silvio Soldini - Pane e tulipani
  - Marco Bechis - Garage Olimpo
  - Mimmo Calopresti - Preferisco il rumore del mare
  - Gabriele Muccino - Come te nessuno mai
  - Ricky Tognazzi - Canone inverso - Making Love
- 2001: Nanni Moretti - La stanza del figlio
  - Marco Tullio Giordana - I cento passi
  - Gabriele Muccino - L'ultimo bacio
  - Ermanno Olmi - Il mestiere delle armi
  - Ferzan Özpetek - Le fate ignoranti
- 2002: Marco Bellocchio - L'ora di religione
  - Antonio Capuano - Luna rossa
  - Cristina Comencini - Il più bel giorno della mia vita
  - Giuseppe Piccioni - Luce dei miei occhi
  - Silvio Soldini - Brucio nel vento
- 2003: Gabriele Salvatores - Io non ho paura
  - Pupi Avati - Il cuore altrove
  - Matteo Garrone - L'imbalsamatore
  - Gabriele Muccino - Ricordati di me
  - Ferzan Özpetek - La finestra di fronte
  - Roberta Torre - Angela
- 2004: Marco Tullio Giordana - La meglio gioventù
  - Marco Bellocchio - Buongiorno, notte
  - Bernardo Bertolucci - The Dreamers - I sognatori
  - Daniele Ciprì i Franco Maresco - Il ritorno di Cagliostro
  - Ermanno Olmi - Cantando dietro i paraventi
  - Paolo Virzì - Caterina va in città
- 2005: Gianni Amelio - Le chiavi di casa
  - Sergio Castellitto - Non ti muovere
  - Davide Ferrario - Dopo mezzanotte
  - Matteo Garrone - Primo amore
  - Paolo Sorrentino - Le conseguenze dell'amore
- 2006: Michele Placido - Romanzo criminale
  - Pupi Avati - La seconda notte di nozze
  - Cristina Comencini - La bestia nel cuore
  - Alessandro D'Alatri - La febbre
  - Giovanni Veronesi - Manuale d'amore
- 2007: Giuseppe Tornatore - La sconosciuta
  - Marco Bellocchio - Il regista di matrimoni
  - Saverio Costanzo - In memoria di me
  - Emanuele Crialese - Nuovomondo
  - Nanni Moretti - Il caimano
  - Ferzan Özpetek - Saturno contro
- 2008: Paolo Virzì - Tutta la vita davanti
  - Antonello Grimaldi - Caos calmo
  - Daniele Luchetti - Mio fratello è figlio unico
  - Silvio Soldini - Giorni e nuvole
  - Gianni Zanasi - Non pensarci
- 2009: Paolo Sorrentino - Il divo
  - Francesca Archibugi - Questione di cuore
  - Pupi Avati - Il papà di Giovanna
  - Marco Bellocchio - Vincere
  - Marco Risi - Fortapàsc

### Anys 2010-2019
- 2010: Paolo Virzì - La prima cosa bella
  - Francesca Comencini - Lo spazio bianco
  - Giorgio Diritti - L'uomo che verrà
  - Daniele Luchetti - La nostra vita
  - Ferzan Özpetek - Mine vaganti
- 2011: Nanni Moretti - Habemus Papam
  - Marco Bellocchio - Sorelle Mai
  - Saverio Costanzo - La solitudine dei numeri primi
  - Claudio Cupellini - Una vita tranquilla
  - Pasquale Scimeca - Malavoglia
- 2012: Paolo Sorrentino - This Must Be the Place
  - Emanuele Crialese - Terraferma
  - Marco Tullio Giordana - Romanzo di una strage
  - Ferzan Özpetek - Magnifica presenza
  - Daniele Vicari - Diaz - Don't Clean Up This Blood
- 2013: Giuseppe Tornatore - La migliore offerta
  - Roberto Andò - Viva la libertà
  - Marco Bellocchio - Bella addormentata
  - Claudio Giovannesi - Alì ha gli occhi azzurri
  - Paolo Sorrentino - La grande bellezza
- 2014: Paolo Virzì - Il capitale umano
  - Daniele Luchetti - Anni felici
  - Alice Rohrwacher - Le meraviglie
  - Ferzan Özpetek - Allacciate le cinture
  - Edoardo Winspeare - In grazia di Dio
- 2015: Paolo Sorrentino - Youth - La giovinezza
  - Saverio Costanzo - Hungry Hearts
  - Matteo Garrone - Il racconto dei racconti - Tale of Tales
  - Nanni Moretti - Mia madre
  - Francesco Munzi - Anime nere
- 2016: Paolo Virzì - La pazza gioia
  - Roberto Andò - Le confessioni
  - Claudio Cupellini - Alaska
  - Giuseppe M. Gaudino - Per amor vostro
  - Stefano Sollima - Suburra
- 2017: Gianni Amelio - La tenerezza
  - Marco Bellocchio - Fai bei sogni
  - Edoardo De Angelis - Indivisibili
  - Ferzan Özpetek - Rosso Istanbul
  - Fabio Grassadonia e Antonio Piazza - Sicilian Ghost Story
- 2018: Matteo Garrone - Dogman
  - Paolo Franchi - Dove non ho mai abitato
  - Luca Guadagnino - Chiamami col tuo nome
  - Gabriele Muccino - A casa tutti bene
  - Susanna Nicchiarelli - Nico, 1988
  - Ferzan Özpetek - Napoli velata
  - Paolo Sorrentino - Loro
- 2019: Marco Bellocchio - Il traditore[6]
  - Edoardo De Angelis - Il vizio della speranza
  - Claudio Giovannesi - La paranza dei bambini
  - Valeria Golino - Euforia
  - Luca Guadagnino - Suspiria
  - Mario Martone - Capri-Revolution
  - Matteo Rovere - Il primo re

### Anny 2020-2029
- 2020: Matteo Garrone - Pinocchio
  - Gianni Amelio - Hammamet
  - Pupi Avati - Il signor Diavolo
  - Cristina Comencini - Tornare
  - Damiano e Fabio D'Innocenzo - Favolacce
  - Pietro Marcello - Martin Eden
  - Mario Martone - Il sindaco del rione Sanità
  - Gabriele Muccino - Gli anni più belli
  - Ferzan Ozpetek - La dea fortuna
  - Gabriele Salvatores - Tutto il mio folle amore